# Weltschmerz
Weltschmerz (pronunciación en alemán: /ˈvɛltʃmɛɐ̯ts/ⓘ) es un término acuñado por el autor alemán Jean Paul usado para expresar la sensación que una persona experimenta al entender que el mundo físico real nunca podrá equipararse al mundo deseado como uno lo imagina.
Esta visión pesimista del mundo fue ampliamente utilizada por numerosos autores románticos como Lord Byron, Oscar Wilde, William Blake, Charles Baudelaire, Giacomo Leopardi, Paul Verlaine, François-René de Chateaubriand, Alfred de Musset, Mijaíl Lermontov, Nikolaus Lenau, Hermann Hesse, y Heinrich Heine. El término también es utilizado para denotar el sentimiento de tristeza cuando se piensa en los males que aquejan al mundo. En el hablar cotidiano alemán, no es una palabra usada frecuentemente.
El significado moderno de weltschmerz en la lengua alemana es el dolor psicológico causado por la tristeza que puede sufrirse cuando se comprende que las propias debilidades son causadas por la crueldad del mundo y circunstancias físicas y sociales. En este sentido, se puede sufrir de depresión y resignación, y puede convertirse en un problema mental (compárese con el hikikomori).

## Cultura popular
En música, «Weltschmerz» es una canción de la banda británica The Cutler, del álbum Black Flag. Así mismo, es una canción gótica que aparece en el álbum Lycia de Christian Dörge. También «Weltschmerz» es la primera canción (intro) de la banda Napalm Death del álbum Smear Campaign. También es el título de una canción del grupo holandés Orphanage en su disco Oblivion. «Weltschmerz» también es una canción de la banda chilena Aspasia y el nombre de un álbum del autor Proscenium lanzado por la discográfica Dark Vinyl. La banda de Alternative Rock de Luxemburgo, Fluyd titula «Weltschmerz» la última canción de su álbum Magma de 2021.

En literatura, el término «Weltschmerz» conforma el título de la obra El Réquiem de Weltschmerz, del escritor español Alejandro G. J. Peña. 
Me he reconocido lo que en alemán se comprende como «weltschmerz»: lo trágico y lo absurdo de mis sueños frente a los males del mundo, la inventiva cansada de una nueva posibilidad, algo tan ilusiorio como clandestino. Así es, creerlos tan superiores como inalcanzables me hace débil y él, aquel al que debo de llamar yo, no lo consiente ni soporta.
En televisión, Weltschmerz es, además, el nombre de una tira cómica canadiense. En el capítulo especial de Navidad de la tercera temporada de la serie estadounidense The Big Bang Theory el personaje Sheldon hace referencia al término.